# 재연 (1995년)
재연(1995년 4월 2일 ~ )은 대한민국의 가수이자 스웨이 멤버이다. 2018년 jtbc 멜로가 체질 Ost로 데뷔했다.

## 방송
- 싱어게인3 - 51호 가수
- 언더커버

## ost 노래 목록
- 멜로가 체질 - 흔들리는 꽃들 속에서 네 샴푸향이 느껴진거야(발라드 버전)
- 지금 거신 전화는 - 내가 사랑해도 괜찮을까요
- 선재 업고 튀어 - 독백 등